# Branko Karačić
Branko Karačić (Vinkovci, 24. rujna 1960.) hrvatski je nogometni trener i bivši nogometaš. Trenutačno je bez kluba. Kao igrač igrao je na poziciji veznog.

## Igračka karijera

### Igračke karakteristike
Za vrijeme nogometne karijere Branko Karačić bio je vezni igrač s dobrim pregledom igre i majstorski dodavač lopti odlična udarca. Kao igrač bio je poznat kao vrhunski dodavač i asistent, te kao odličan izvođač slobodnih udaraca. Također, bio je tehničar te igrač prvog dodira. Bio je pravi veznjak s odličnom vizijom i pregledom igre, a pozicija mu je bila – klasični razigravač. 

### Klupska karijera

#### Početci, NK Osijek
Rođen je u Slavoniji, točnije u gradu Vinkovcima, gdje je i započeo svoj nogometni put. U mlađim danima nastupao je za NK Bedem Ivankovo do 1979. godine i za NK Mladost Vođinci. Od 1981. godine, kada je postao profesionalac, do 1987. godine igrao je za NK Osijek, za koji je u tih šest sezona skupio više od 300 nastupa. 
U posljednjim godinama svog obitavanja u Osijeku bio je i kapetan kluba, u kojem je tada već nastupao Davor Šuker, najpoznatiji i jedan od najboljih hrvatskih nogometaša uopće te trenutačni predsjednik HNS-a. Šuker je pod Karačićevim kapetanstvom stasao u vrhunskog nogometaša te je potom igrajući za zagrebački Dinamo i hrvatsku nogometnu reprezentaciju stigao i do Real Madrida te zlatne kopačke na Svjetskom prvenstvu u Francuskoj 1998. godine. 

#### HNK Hajduk
Nakon Osijeka Karačić je prešao u HNK Hajduk iz Splita u kojem je proveo dvije godine, od 1987. do 1989. Tamo je igrao uz mnoge tadašnje hrvatske reprezentativce i ponajbolje hrvatske nogometaše svih vremena, poput Aljoše Asanovića, Alena Bokšića, Roberta Jarnija i Igora Štimca.
Statistika u Hajduku
| Natjecanje        | Nastupi | Zgoditci |
| ----------------- | ------- | -------- |
| Prvenstvo         | 40      | 10       |
| Kup               | 3       | 0        |
| Superkup          | 0       | 0        |
| Međunarodne       | 2       | 0        |
| Splitski podsavez | 0       | 0        |
| Ukupno            | 45      | 10       |
| Prijateljske      | 16      | 8        |
| Sveukupno         | 61      | 18       |

#### Cercle Brugge
Nakon Hajduka, odlučio se za odlazak u inozemstvo te je od 1989. do 1993. godine igrao za belgijski Cercle Brugge. U belgijskom klubu bio je jedan od trolista hrvatskih nogometaša: Jerko Tipurić – Branko Karačić – Josip Weber. Hrvati su tih godina bili najbolji igrači Cercle Bruggea te su tijekom 90-ih godina prošlog stoljeća pisali povijest tog belgijskog nogometnog kluba. Branko Karačić je u tom klubu kasnije i izabran u najboljih 11 Cerclea svih vremena.

#### KAA Gent, FC Linz, Union Saint Gilloise
Godine 1993. Karačić je Cercle zamijenio svojim novim belgijskim klubom, Gentom, za koji je igrao do 1995. godine, nakon čega je otišao u Austriju, gdje je do 1996. nastupao za Linz, kojeg je tada vodio eminentni hrvatski nogometaš i tada već trener, Zlatko Kranjčar. U Linzu je Karačić proveo samo jednu sezonu, no dijelio je svlačionicu s poznatim meksičkim napadačem, Hugom Sanchezom.
Posljednji klub u igračkoj karijeri Branka Karačića bio je belgijski Union Saint Gilloise, u kojem je Karačić proveo svoju posljednju sezonu kao igrač, 1996./1997. U drugoj belgijskoj ligi Karačić je proveo samo pola sezone, a onda se umirovio.

### Reprezentativna karijera
Za reprezentaciju Jugoslavije nastupio je jednom, i to u momčadi za Olimpijske igre, još dok je igrao za NK Osijek. 

## Trenerska karijera

### Trenerske karakteristike
Kao trener, Branko Karačić poznat je po svom velikom znanju taktike, željeznoj disciplini i napadačkom stilu. Voli davati šansu mladim i nedokazanim igračima, a stoga je i poznat kao trener koji je prvi dao priliku nekima od danas vrlo eminentnih nogometaša poput Antonija Franje, Ognjena Vukojevića, Danijela Pranjića, Ermina Zeca, Marka Babića, ili Arijana Ademija.

### Početci i NK Zagreb
Po umirovljenju, 1997. godine, postao je športski direktor u "svom" NK Osijeku, a od 1998. godine je i vlasnik UEFA PRO trenerske licence, nakon čega se počeo baviti trenerskim poslom te trenirati brojne klubove iz Prve HNL. Njegov prvi trenerski posao bio je posao pomoćnog trenera Ivu Šušku u NK Zagrebu, u sezoni 1999./2000. Sezonu kasnije je i sam preuzeo kormilo NK Zagreba te mu je angažman u tom klubu bio prvi samostalni trenerski posao. Ta prva trenerska sezona bila mu je izuzetno uspješna jer je sa Zagrebom uspio osvojiti četvrto mjesto u ligi te doći do poluzavršnice hrvatskog Kupa. U sezoni 2002./2003. otišao je s kormila NK Zagreba te je počeo trenirati NK Marsoniju iz Slavonskog Broda. Tada je taj klub bio drugoligaš, no nakon samo jedne godine pod Karačićem, Marsonia je izborila ulazak u Prvu hrvatsku ligu. 

### NK Osijek, NK Slaven Belupo
Godinu kasnije Karačić nije mogao odoljeti zovu svog Osijeka pa se prihvatio posla treniranja tog kluba. U sezoni 2003./2004. Karačić je s Osijekom napravio također velik uspjeh, osvojivši četvrto mjesto u 1. HNL te došavši do četvrtzavršnice hrvatskog Kupa. No, usprkos tome, sljedeće sezone nije ostao trenerom Osijeka, već je prešao u Slaven Belupo, koji ga je pozvao u svoje redove. U Slavenu se Karačić kao trener zadržao također jednu sezonu, ali je izborio šesto mjesto u Ligi te plasman u tadašnji Intertoto kup. Tada je sa Slavenom igrao i protiv španjolskog velikana – Deportivo La Corune. Karačiću je to bio prvi nastup s nekim klubom u europskim kupovima.

### HNK Cibalia, NK Slavonac
U sezonu 2005./2006. Karačić je ušao kao trener Cibalije, iz svojih rodnih Vinkovaca, a s njom je osovojio deveto mjesto u Prvoj HNL. Zatim je jednu sezonu pauzirao od treniranja, a trenerskom poslu vratio se 2007. godine kao strateg Slavonca iz Starih Perkovaca. Od 2007. do 2009. godine Karačić je trenirao Slavonac te s njim polučio povijesni uspjeh za taj klub – plasman u Prvu HNL. Međutim, Slavonac zbog financijskih razloga nikada nije zaigrao u najelitnijem razredu hrvatskog nogometa.

### HNK Šibenik i opet NK Osijek
Godine 2009. Karačić odlazi iz Slavonca i preuzima klupu HNK Šibenika, s kojim je te sezone ostvario povijesni uspjeh za taj klub. U Ligi je završio na četvrtom mjestu, što je najbolji rezultat Šibenika u HNL-u uopće. Izborio je i plasman u završnicu Kupa 2010. godine ostvarivši do tada najveći uspjeh u povijesti kluba, kada je Šibenik izgubio od Hajduka. Šibenik se te sezone kvalificirao u Europsku ligu, i Karačić ih vodi u prvim europskim utakmicama u povijesti kluba, kada su prošli prvo pretkolo. U drugom pretkolu Šibenik je "naletio" na tada vrlo jaki ciparski Anorthosis od kojeg je i ispao. Karačić se potom vratio u svoj Osijek, u kojem je odradio do kraja sezonu 2010./2011.

### NK Široki Brijeg
Na početku sljedeće sezone, Karačić je preuzeo hercegovačk klub, Široki Brijeg, s kojim se po prvi puta u karijeri okušao u BiH Premijer ligi. Avantura je trajala jednu sezonu, a Karačić je ponovno bio vrlo uspješan jer je došao do finala Kupa te je u Premijer ligi osvojio drugo mjesto. Na kraju te sezone, otišao je iz Širokog u Mostar te postao trenerom HŠK Zrinjskoga, s kojim je ostvario svoje najveće uspjehe u dosadašnjoj trenerskoj karijeri.

### HŠK Zrinjski Mostar
Trener Zrinjskoga bio je od 2012. godine, a u sezoni 2013./2014. uspio je s tim klubom osvojiti BiH Premijer ligu, ispred Željezničara i ostalih moćnijih i bogatijih bosanskohercegovačkih nogometnih klubova. Bio mu je to prvi trenerski naslov prvaka države. Naslov prvaka s "autsajderom" Zrinjskim najveći je uspjeh dosadašnje trenerske karijere Branka Karačića. Sljedeće sezone, 2014./2015. Karačić je sa svojim Zrinjskim nastupio u kvalifikacijama za Uefinu Ligu prvaka te je ispao od slovenskog NK Maribora.
U HŠK Zrinjskom zadržao se do zimskog prijelaznog roka 2014./2015. godine, kada na opće iznenađenja navijača HŠK Zrinsjkog, Uprava kluba raskida ugovor s trenerom Brankom Karačićem, koji je u HŠK Zrinjskog ostavio dubok i neizbrisiv trag.

### Riffa S.C.
U veljači 2015. godine postao je novim trenerom bahreinskog kluba Riffa.

## Priznanja

### Trener
HŠK Zrinjski Mostar
- Premijer liga BiH (1): 2013./14.

NK Varaždin
- 2. HNL (1): 2018./19.

## Vanjske poveznice
- (engl.) Soccerway.com: Croatia – Branko Karačić – Profile with news, career statistics and history